# 먹지

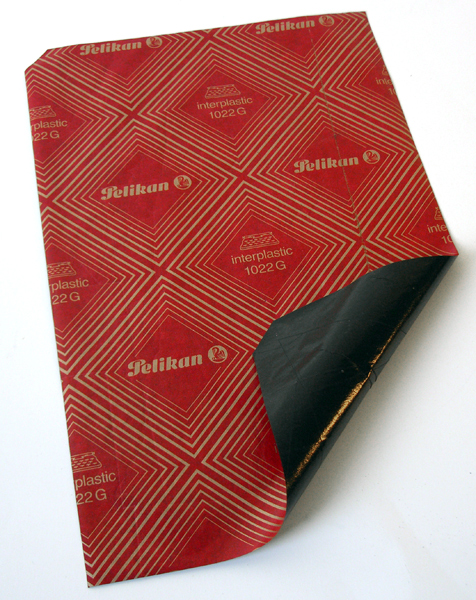
카본 코팅이 밑을 보게 놓인 먹지

먹지(carbon paper)는 종이에 먹을 입혀서 볼펜으로 누르거나 타자기를 치면 글자나 그림이 복사되는 종이이다.

## 역사
1801년, 이탈리아의 발명가 펠레그리노 투리는 최초의 타자기 중 하나인 자신의 기계식 타자기를 위한 잉크를 제공할 목적으로 먹지를 발명했다. 영국의 발명자 랄프 웨지우드(Ralph Wedgwood)는 1806년 처음으로 먹지의 특허를 받았다.

## 같이 보기
- 먹지 사본
- 먹